# ليغاز الحمض النووي الريبوزي منقوص الأكسجين
ليغاز الدي إن إيه (بالإنجليزية: DNA ligase)‏ هو نوع معين من الإنزيمات وهو ليغاز ورقمه الكيميائي ( EC 6.5.1.1 ) وهذه الإنزيمات تسهل ارتباط انضمام سلسة الحمض النووي الريبوزي منقوص الأكسجين ( DNA) معا عن طريق تحفز تشكيل سندات الفسفودیستر (phosphodiester). يجعل هذا الارتباط مستداماً باستخدام إنزيم الربط ليغاز الدي إن إيه يشكل روابط تساهمية (covalent bonds) منتجة جزيئاً من الدنا المأشوب.

## الوظيفة
ليغاز دي إن إيه تلعب دورا في إصلاح فواصل سلسلة واحدة في الوجهي الحمض النووي في الكائنات الحية، ولكن بعض النماذج (مثل الحمض النووي ليغاز IV ) قد إصلاح تحديدا فواصل حبلا مزدوجة (أي انقطاع في كلا التكميلية خيوط من الحمض النووي). يتم إصلاح الانقطاعات منفردة الجديلة من قبل يغاز الدنا باستخدام سلسلة تكميلية من الحلزون المزدوج كقالب،  مع ليغاز دي إن إيه في خلق سندات الفسفودیستر النهائي لإصلاح الحمض النووي بالكامل.

## الهيكل
الدنا يغاز لها تطبيقات في كل من إصلاح الحمض النووي وتكرار الحمض النووي. وبالإضافة إلى ذلك، دنا يغاز لديه استخدام واسع النطاق في مختبرات البيولوجيا الجزيئية ل الحمض النووي المؤتلف التجارب. يتم استخدام الايغاز لتنقية الحمض النووي وفي استنساخ الجين للانضمام جزيئات الحمض النووي معا لتشكيل الحمض النووي المؤتلف .